# Бригада (сериал)
„Бригада“ е руски минисериал от 2002 г. Тематично той проследява живота на млад руснак, който между 1989 г. и 2000 г. от дребен гангстер се превръща в бос на мафията и бива избран в Думата. Сред младежта в Русия сериалът придобива особена популярност. Според създателите си с бюджет от 200 000 щатски долара на епизод това е най-скъпият сериал, сниман някога в Русия. При снимачните работи са били използвани 350 различни места (включително Белия Дом). Сценарият на сериала съдържа 110 отделни персонажа.
Телевизионния сериал е продуциран от „Аватар Филм“ и е сниман през 2000 г. до 2001 г. Премиерата на сериала е по РТР на 23 септември 2002 г. и свършва на 17 октомври.
Режисьор на сериала е Алексей Сидоров (в неговия режисьорски дебют), който също е сценарист на сериала с Александър Веледински и Игор Порублев. В сериала главните герои се изпълняват от Сергей Безруков, Дмитрий Дюжев, Павел Майков, Владимир Вдовиченков, Екатерина Гусева и Андрей Панин, а поддържащите роли са изпълнени от Валентина Теличкина, Николай Еременко-младши (последната му роля преди смъртта му през 2001 г.), Виктор Павлов, Александър Белявски, Михаил Жигалов, Александра Назарова, Фархад Махмудов, Дмитрий Гуменецки и др.
„Бригада“ е позициониран като „Руска гангстерка сага“. По думите на режисьора Алексей Сидоров, сериалът е вдъхновен от класическите филми „Белязаният“ през 1932 г., „Кръстникът“ през 1972 г. и „Имало едно време в Америка“ през 1984 г.

## Сюжет
Внимание:  Текстът по-долу разкрива сюжета на произведението (или части от него)!
Действието се развива в столицата Москва. Александър Белов (Сергей Безруков) е вече отслужил казарма и при завръщането си той очаква да го чака неговата любима. Но действителността е друга и заедно със своите неразделни приятели – Фил (Владимир Вдовиченков), Космос (Дмитрий Дюжев) и Пчелата (Павел Майков) се забъркват с хора от сенчестия бизнес на Москва. По време на един нелегален боксов мач от случаен изстрел умира един техен конкурент, който има роднина в местната полиция на име Каверин. Старши лейтенант (той искаше да стане полковник) Каверин приписва убийството на Александър. След много перипетии бащата на Космос, който е влиятелна личност успява да успокои ситуацията. Александър и Космос са принудени са да напуснат града за 2 години.
Четиримата се събират след тези 2 години в Москва и започват криминална кариера. С помощта на бивш приятел на Александър от казармата, рекет и заплахи организират канал за превоз на наркотици. Наричат групата си „бригада“. С течение на времето и преминавайки през много трудности четиримата приятели стават силна групировка в Русия. При това им помагат сътрудници на ФСБ, които ги принуждават да създадат мрежа и за доставки на оръжие за чеченски терористи. Заради жена си Олга (Екатерина Гусева), Александър се надява с тяхна помощ да успее да легализира бизнеса си. Тук пътищата на Белов и Каверин се засичат отново. Каверин е междуврменно изгонен от милицията и също се занимава с нелегални дейности. След като Каверин се наема да достави първата пратка в Чечня, която по това време е разтърсена от Първата чеченска война, Белов научава, че Каверин е отговорен за обвиненията срещу него преди години. Той организира нападение срещу Каверин, в което той бива тежко ранен и се укрива. Белов мисли обаче, че Каверин е загинал както е бил планирал.
Едва през 1999 г. Каверин се връща на сцената и се кандидатира с покровителството на ФСБ за депутат в Думата. Белов е решен да му се противопостави и също се кандидатира. След една мръсна предизборна борба Белов успява да спечели кампанията с минимална преднина. Обезверен, Каверин изпраща наемен убиец, който е работил 9 г. като охрана на Саша и накрая го предава като убива на партито в изборната нощ Космос, Пчелата и Фил. Белов е отчаян.
Макар и вече депутат, той иска да се разправи с Каверин по брутален начин. Всички го съветват да не го прави. Белов инсценира собствената си смърт, след няколко месеца, когато Каверин се чувства сигурен в един новостроящ се супермаркет Белов застрелва Каверин и неговата охрана. Жената на Белов и синът му емигрират в Ню Йорк.

## Актьорски състав
В главните роли
- Сергей Безруков – Александър Николаевич Белов („Саша Бели“), бандит, водач на „Бригада“.
- Дмитрий Дюжев – Космос Юриевич Холомогоров („Кос“), бандит, основател на „Бригада“ и дясната ръка на Саша Бели, убит от Максим в края на 14-и епизод.
- Павел Майков – Виктор Павлович Пчёлкин („Пчелата“), бандит, член на „Бригада“, убит от Максим с Космос в края на 14-и епизод.
- Владимир Вдовиченков – Валерий Константинович Филатов („Фил“), бандит, телохранител на Саша Бели, член на „Бригада“, майстор на спорта по бокс, убит от Максим със съпругата си Тамара в 14-и епизод.
- Екатерина Гусева – Ольга Евгеньевна Белова (Сурикова), съпругата на Саша Бели.
- Андрей Панин – Владимир Евгениевич Каверин, бивш старши лейтенант на милицията, враг на „Бригада“, убит от Саша Бели в края на 15-и епизод.
- Александър Високовски – Максим Карелски („Макс“), телохранител на Белов и неговото семейство, агент на Каверин, убиец на Космос, Пчела, Фил и съпругата му Тамара, убит от Саша Бели за предателство и убийство на приятелите в 15-и епизод.

Второстепенни роли
- Сергей Апрелски – Сергей Дмитриевич Мухин („Мухата“), авторитет, враг на Белов, доведен брат на Каверин (от 1-ви до 2-ри епизод, убит от Космос).
- Мария Аронова – Екатерина Николаевна, сестра на Татяна Николаевна, леля на Белов (от 3-ти до 15-и епизод).
- Виталий Безруков – Кучкарник (от 2-ри епизод).
- Александър Белявски – Виктор Петрович Зорин
- Александра Буданова – Ана, актриса и приятелка на Андрей Кордон, любовница на Саша (от 10-и до 12-и епизод).
- Филип Феоктистов – Андрей Андреевич Кордон, продуцент (от 10-и до 12-и епизод).
- Фархад Махмудов – Фархад Гафурович Джураев („Фарик“), такджийски бизнесмен и приятел на Саша Бели от казармата (от 1-ви до 8-и епизод, убит от Бек).
- Дмитрий Гуменецки – Шмидт, началник на охраната на Саша Бели (от 11-и до 15-и епизод).
- Александър Гришин – Пума (от 4-ти епизод).
- Валентина Теличкина – Татяна Николаевна Белова, майка на Саша Белов (от 1-ви до 10-и епизод, умира от инфаркт).
- Николай Еременко-младши – Юрий Ростиславович Холмогоров, член-кореспондент на академията на науките в СССР, баща на Космос (от 3-ти до 15-и епизод). Последната филмова роля на актьора преди смъртта му през 2001 г.
- Дария Повереннова – Надежда, съпруга на Юрий Ростиславович, мащеха на Космос (от 2-ри до 3-ти епизод).
- Александра Назарова – Елисавета Андреевна Сурикова, баба на Оля (от 2-ри до 15-и епизод).
- Виктор Павлов – Павел Викторович Пчёлкин, баща на Пчелата (от 5-и до 15-и епизод).
- Алла Мещерякова – майка на Пчелата (от 11-и до 15-и епизод).
- Игор Виноградов – Иван Александрович Белов, син на Саша и Оля (от 13-и до 15-и епизод, роден през 1993 г.)
- Александър Иншаков – камео (от 2-ри до 15-и епизод).
- Алексей Кравченко – Игор Леонидович Введенски, подполковник на КГБ, МСБ и ФСБ (от 4-ти до 15-и епизод).
- Леонид Куравльов – Пьотр Илич Чуйков, генерал-лейтенант на МВД (от 5-и до 6-и епизод).
- Мария Порошина – Тамара Филатова, съпруга на Фил (от 5-и до 15-и епизод, убита от Макс в 15-и епизод).
- Ян Цапник – Артур Вениаминович Лапшин, предприемач, бивш съсед на Пчелата (от 4-ти до 15-и епизод, убит от Саша от 15-и епизод).
- Светлана Чуйкина – Людмила, секретарка на Артур и Белов (от 4-ти до 15-и епизод).
- Наталия Панова – Елена Елисеева, бившо гадже на Саша Бели (от 1-ви епизод).
- Анатоли Бели – помощник на Игор Введенски
- Александър Дедюшко – сътрудник на ФСБ (от 15-и епизод).
- Владимир Довжик – юрист на Белов (от 4-ти епизод).
- Игор Писмений – имиджмейкър на Белов (от 13-и до 14-и епизод).

## Сценарий и произведения по сериала
Сценарият за сериала е написан по спомените на Александър Велединский, съвместно с Алексей Сидоров и Игор Порублев. За героите няма определени прототипи, а представляват обобщен образ на събитията станали през 90-те години в Русия. За написването на сценария са направени задълбочени консултации, както с органите на милицията и спецслужбите, така и с криминалния контингент. Работата по сценария продължава 2 години.
През 2003 г. издателство „Олма-Пресс“ издава поредица от книги „Бригадата“. Романите от 1-ви до 8-и том са романизация на сериала „Бригада“, а от 9-и до 16 том са продължение на поредицата. Тя е издадена под псевдонима Александър Белов, по името на главния герой. Сценаристите на телевизионния сериал нямат връзка с написването на книгите.

### Книги по сериала
1. Бой без правила, Бои без правил (2003)
2. Битка за влияние, Битва за масть (2003)
3. Предан враг, Преданный враг (2003)
4. Последен изстрел, Последний выстрел (2003)
5. Бешеные деньги (2003)
6. Молодые волки (2003)
7. Грязные игры (2003)
8. Потерянные души (2003)
9. Живот след смъртта, Жизнь после смерти (2004)
10. От торбица до тъмница, От сумы до тюрьмы (2004)
11. Метал и воля, Металл и воля (2004)
12. Щурмът на вулкана, Штурм вулкана (2005)
13. Целувката на Темида, Поцелуй Фемиды (2005)
14. Култ към огъня, Поклонение огню (2005)
15. Сянката на победата, Тень победы (2005)
16. Похищението на Европа, Похищение Европы (2006)

## Официален саундтрак
| 1.  | Бригада (Пролог) | Алексей Шелыгин | 2:05 |
| 2.  | Возвращение      | Алексей Шелыгин | 1;42 |
| 3.  | Буги-вуги        | Алексей Шелыгин | 1:24 |
| 4.  | Погоня           | Алексей Шелыгин | 0:38 |
| 5.  | Клятва           | Алексей Шелыгин | 2:13 |
| 6.  | Иллюзия свободы  | Алексей Шелыгин | 3:03 |
| 7.  | Рок-н-ролл       | Алексей Шелыгин | 1:23 |
| 8.  | Фарик            | Алексей Шелыгин | 2:29 |
| 9.  | Немного любви    | Алексей Шелыгин | 3:19 |
| 10. | Скрипачка        | Алексей Шелыгин | 2:31 |
| 11. | Мама             | Алексей Шелыгин | 2:04 |
| 12. | Не в этой жизни  | Алексей Шелыгин | 3:29 |
| 13. | Action           | Алексей Шелыгин | 1:41 |
| 14. | Тень             | Алексей Шелыгин | 2:03 |
| 15. | Последний вечер  | Алексей Шелыгин | 1:22 |
| 16. | Болеро           | Алексей Шелыгин | 1:44 |
| 17. | Прощание         | Алексей Шелыгин | 3:03 |
| 18. | Бригада (Эпилог) | Алексей Шелыгин | 1:21 |

## Отзиви от сериала
Сериалът придобива голяма популярност. В Интернет се появяват редица страници на почитатели.
Удостоен е със следните награди:
- 2003 – ТЕФИ: Награда на Руската филмова академия в категорията „Най-добър сериал“.
- 2003 – „Златен орел“: Награда на Руската филмова академия в категорията „Най-добър игрален сериал“.

## „Бригада“ В България
В България сериалът започва излъчване по Канал 1 на 27 април 2005 г. с разписание всяка сряда, четвъртък и петък от 20:50 ч. и приключва на 3 юни.
На 28 октомври 2010 г. се излъчва по Диема и приключва на 22 ноември 2010 г.
На 12 август 2020 г. започва излъчване по Канал 4, всеки делничен ден от 14:00, с повторение на следващия ден от 10:00 и завършва на 1 септември.
На 18 септември 2020 г. започва повторно излъчване по обновения БНТ 1, всеки делник от 22:00 ч. и завършва на 12 октомври.
На 9 август 2021 г. започва повторно излъчване по БНТ 3, всеки делник от 22:00 ч. и завършва на 27 август.

### Дублажи
| Обработка           | Главна редакция „КИНО“                                                                           |
| ------------------- | ------------------------------------------------------------------------------------------------ |
| Преводачи           | Славка Ганчева Христо Славчев Ива Николова                                                       |
| Редактори           | Наташа Тодорова Венка Ризова                                                                     |
| Тонрежисьор         | Трендафилка Немска                                                                               |
| Режисьор на дублажа | Димитър Караджов                                                                                 |
| Озвучаващи артисти  | Елена Русалиева Венета Зюмбюлева Христо Чешмеджиев Даниел Цочев Александър Воронов Ивайло Велчев |

| Озвучаващи артисти  | Йорданка Илова Даниела Йорданова Димитър Иванчев Силви Стоицов Георги Георгиев-Гого Христо Узунов |
| Преводач            | Иво Иванов                                                                                        |
| Тонрежисьори        | Цветомир Цветков Димитър Кукушев                                                                  |
| Режисьор на дублажа | Димитър Кръстев                                                                                   |